# VTM 2
VTM 2 este o televiziune privată generalistă din Belgia. 